# Hôtel des postes de Tuchan
L'hôtel des postes de Tuchan est un bureau de poste remarquable situé à Tuchan, en France.

## Localisation
L'édifice est situé dans la ville de Tuchan, dans le département français de l'Aude.

## Historique
L'édifice est inscrit au titre des monuments historiques en 1992.